# Суда (река, впадает в Рыбинское водохранилище)
Су́да (от прибалт.-фин. sude — «волк») — река в Вологодской области России, впадает в Рыбинское водохранилище на реке Волга (до заполнения водохранилища в 1930-х впадала в Шексну ниже Череповца).
Длина — 184 километра, площадь бассейна — 13 500 км². Средний расход воды − 134 м³/с.
Крупнейшие притоки — Шогда, Андога (левые); Колпь, Ворон, Петух (правые).

## Этимология
Название реки Суда восходит к раннему прибалтийско-финскому susi в родительном падеже sude — «волк».

## Описание реки

Бассейн Рыбинского водохранилища и Белого озера

Суда образуется при слиянии двух быстрых рек: Ножема и Колошма в северо-западной части Вологодской области в деревне Морозово (возле деревни Киино). Ширина реки около 30 — 40 метров; берега реки — высокие, лесистые; скорость течения большая; в русле большое количество каменистых перекатов.
На реке расположены крупные села Борисово-Судское (в верхней части реки) и Суда (в устье). В 2 километрах от реки находится посёлок городского типа Кадуй — центр Кадуйского района Вологодской области.
Одним из самых живописных участков Суды являются окрестности Борисово-Судского, называемые часто «Вологодской Швейцарией». В Борисово-Судском в Суду впадает река Нижняя Чужбойка, на которой расположена Церковь Покрова на Нижней Чужбойке. На месте слияния двух рек размещается Тихвинская часовня XIX века. На высоком правом берегу Суды недалеко от этого места расположена старинная усадьба Хвалевское и источник родниковой воды Св. Николая Чудотворца.
Ниже Борисова-Судского река расширяется до 60 метров и уходит в сплошной ненаселённый лесной массив. На этом участке на реке кроме перекатов три порога — Бабий, Большой и Курганский. Скорость течения продолжает оставаться высокой. За устьем Шогды на берегах начинают появляться деревни. За устьем Колпи течение реки ослабевает, ширина Суды увеличивается до 80 метров, а за Кадуем начинает ощущаться подпор Рыбинского водохранилища и река расширяется до 150—200 метров.
Между Кадуем и деревней Дедовец река перегорожена плотиной, регулирующей уровень воды в пруде-охладителе, использующемся для охлаждения термальных вод Череповецкой ГРЭС, и имеющего выход в Суду через специальный водосброс. По плотине проходит новая автомобильная дорога Кадуй — Никольское, соединяющаяся со старой дорогой, ранее проходившей по несуществующему ныне мосту через Суду, в районе Дедовца. В этом месте расположено одно из крупнейших в России осетровых хозяйств где производится более половины всей чёрной икры.
Суда впадает в Рыбинское водохранилище в его самой северной точке, приняв за 10 километров до устья свой крупнейший приток — Андогу. Кроме основного русла Андогу и Суду соединяет также боковая протока Сойвола. На последних километрах течения Суда судоходна.
Во второй половине лета Суда сильно мелеет. По ней ранее осуществлялся молевой сплав леса, она пользуется популярностью у водных туристов.
На берегах Суды обнаружено большое количество археологических памятников и объектов культурного наследия. При прежнем устье Суды в Шексну располагался древнерусское поселение Луковец X—XIII веков, которое ныне затоплено водами Рыбинского водохранилища (появляется как остров, при низком уровне воды в водохранилище). На месте археологического памятника Никольское-3 на реке Суде в Центральном Белозерье обнаружены захоронения дружинников XI века. В курганах воинов-дружинников были найдены боевые топоры: широколезвенная секира А-574 типа VII, топорик А-604 одной из переходных форм от топоров типа V к топорам с симметричным лезвием и облегченным обухом, небольшой топорик А-550 типа IА с молоточком на тыльной части обуха и оттянутым книзу лезвием с полукруглой выемкой в основании, датированный X веком и имеющий всего 10 аналогов (семь из них найдены на территории России и три — на территории Польши и Пруссии). На торцевой грани топора из кургана в могильнике Никольское III угадывается инкрустированный серебром княжеский знак.

## Притоки
| отметка | правый/левый | название               |
| ------- | ------------ | ---------------------- |
| 1,4 км  | левый        | Шулма                  |
| 2 км    | левый        | Чуровка                |
| 10,6 км | правый       | Петух                  |
| 10,9 км | левый        | Андога                 |
| 29 км   | правый       | Ворон                  |
| 40 км   | левый        | Печенга                |
| 48 км   | левый        | Нежбуй                 |
| 57 км   | правый       | Колпь                  |
| 74 км   | правый       | Дильский канал         |
| 99 км   | левый        | Куштавка               |
| 105 км  | левый        | Шогда                  |
| 112 км  | правый       | Колпца                 |
| 115 км  | правый       | ручей Вандица          |
| 121 км  | правый       | Лабокша                |
| 155 км  | правый       | Нижняя Чужбойка        |
| 162 км  | левый        | ручей Верхняя Чужбойка |
| 167 км  | левый        | Шомица                 |
| 178 км  | правый       | Авжа                   |
| 184 км  |              | Колошма                |
| 184 км  |              | Ножема                 |